# Zeitrelais

Schaltung mit einer Einschaltverzögerung

Schaltung mit einer Ausschaltverzögerung

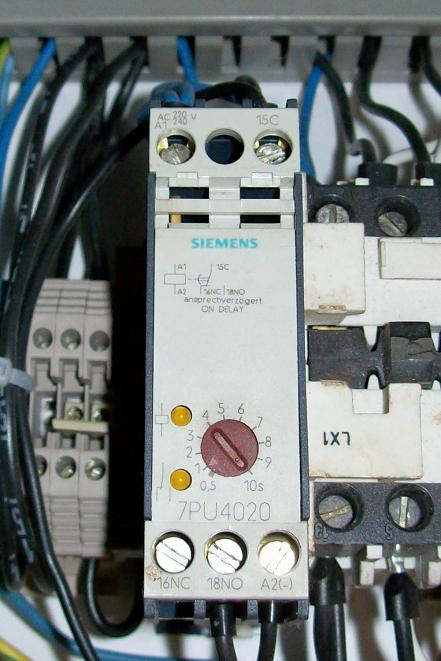
Zeitrelais mit Einschaltverzögerung, montiert auf einer DIN-Schiene

Als Zeitrelais wird eine Kombination aus einem Relais und einem Zeitglied bezeichnet, mit dessen Hilfe u. a. in der Steuerungs- und Automatisierungstechnik Ein- oder Ausschaltverzögerungen erreicht werden können.

## Ausführungen
Zeitrelais gibt es in folgenden Ausführungen:
elektromechanisch
- ein Gleichstrom- oder Synchronmotor betätigt über ein Untersetzungsgetriebe einstellbare Schaltkontakte
- ein pneumatisches, aerodynamisches oder thermisches Zeitglied oder aber ein Uhrwerk vollzieht die Verzögerung

elektronisch
eine elektronische Schaltung dient als Zeitglied
- (historisch) eine analoge Schaltung mit RC-Glied als Zeitgeber und einem Komparator bzw. dem Relais selbst als Trigger
- eine digitale Schaltung mit Oszillator, Frequenzteiler, Zähler und Komparator, meist als Multifunktionsrelais mit Mikrocontroller.

Zeitrelais sind für einen bestimmten Zeitbereich konstruiert, der von Sekunden bis Stunden reichen kann und oft in Zehnerpotenzen wählbar ist.
Die Einstellgenauigkeit und Verzögerungszeit ist bei digitalen Zeitrelais z. B. mit 0,1 Sekunden quantisiert, diese absolute Genauigkeit hängt nicht wie bei analogen Geräten von der Gesamtzeit ab.
Multifunktions-Zeitrelais bieten über einen eingebauten Wahlschalter eine Auswahl an gängigen Zeitfunktionen, z. B. ansprechverzögert, rückfallverzögert, einschaltwischend, ausschaltwischend, taktend, impulsformend.

## Anwendungen
Durch Zusammenschaltung mehrerer Zeitrelais können automatische Folgeschaltungen realisiert werden (verbindungsprogrammierte Steuerungen).
Typische Anwendungen für Zeitrelais sind z. B.:
- Automatische Anlaufsteuerungen für Motoren (z. B. Stern-Dreieck-Umschaltung)
- Minutenlicht, Treppenlicht-Zeitschalter bzw. Treppenlichtautomaten (in der Schweiz Minuterie genannt)
- Lüftersteuerung (Nachlaufrelais), oft auch mit Ansprech- und Rückfallverzögerung in der gleichen Schaltung
- Ampelsteuerungen
- Aufzugssteuerungen
- Belichtungsuhr.

Bei komplexen Steuerungsaufgaben werden Zeitrelais und verbindungsprogrammierte Steuerungen heute kaum noch verwendet, sondern meist durch speicherprogrammierbare Steuerungen (SPS) ersetzt.